# 四蕊三角瓣花
四蕊三角瓣花（学名：Prismatomeris tetrandra ssp. Tetrandra）为茜草科南山花属下的一个亚种。